# Іван Деянов
Іван Деянов (болг. Иван Деянов, нар. 16 грудня 1937 — 26 вересня 2018) — болгарський футболіст, що грав на позиції воротаря.
Виступав, зокрема, за клуб «Локомотив» (Софія), а також національну збірну Болгарії.

## Клубна кар'єра
У дорослому футболі дебютував виступами за «Міньор» (Димитровград). 1963 року приєднався до софійського «Локомотива», кольори якого захищав до завершення кар'єри гравця у 1969 році. Згодом працював тренером в академії «Локомотива».

## Виступи за збірну
23 квітня 1964 року дебютував в офіційних матчах у складі національної збірної Болгарії товариською грою проти збірної СРСР, яка проходила у Києві. Протягом кар'єри у національній команді, яка тривала 3 роки, провів у формі головної команди країни 10 матчів.
Був включений до заявки болгарської збірної на чемпіонат світ 1966 року в Англії, де, утім, був резервним голкіпером і на поле не виходив.